# Mitrydates VI Eupator
Mitrydates VI Eupator (ur. 132 p.n.e., zm. 63 p.n.e.) – król Pontu z dynastii Mitrydatydów, panował w latach 120–63 p.n.e., władca Bosporu od około 107 do 63 p.n.e.

## Rodzina
Był synem Mitrydatesa V Euergetesa. Pierwszą żoną Mitrydatesa była jego siostra Laodika, którą kazał zamordować w 99 p.n.e., drugą żoną była Monime, córka Filopomena, trzecią Berenika, czwartą Stratonika, imienia piątej nie znamy, a szóstą Hypsykratia. Z licznych małżeństw i związków z kochankami miał wiele dzieci, był ojcem m.in. córek Nyssy i Mitrydatis oraz synów Farnakesa i Macharesa, a także Kleopatry z Pontu, żony króla Armenii Tigranesa II Wielkiego.

## Walka o władzę
Pomimo objęcia tronu pontyjskiego w 120 p.n.e., ze względu na małoletniość władcy, rzeczywiste rządy sprawowała jego matka. Między 115 a 112 p.n.e. doszło do walki o władzę między nim a jego matką i młodszym bratem. Matka chciała go zabić i uczynić władcą jego brata. Mitrydates uciekł w góry, ale po jakimś czasie powrócił, prowadząc armię swoich zwolenników, odsunął matkę i brata-uzurpatora od władzy, uwięził ich, przejmując samodzielne rządy w państwie.

## Pierwsze podboje
Mitrydates był kontynuatorem ekspansywnej polityki zagranicznej swego ojca. W momencie objęcia tronu przez niego pozycja Pontu w Azji Mniejszej była poważnie zagrożona. Paflagonia ogłosiła swoją niezależność, a Frygia związała się z Rzymem. W porozumieniu z królem Bitynii, Nikomedesem IV, Mitrydates opanował szybko Paflagonię. Wkrótce jednak doszło między nimi do sporów w związku z próbami Mitrydatesa opanowania Kapadocji. Podporządkował sobie tzw. Armenię Mniejszą (środkowo-wschodnia Azja Mniejsza) oraz Kolchidę (obecnie Abchazja). Wszędzie trony obsadzał swoimi krewnymi i stronnikami.

## Zajęcie Królestwa Bosporańskiego
Około 110 p.n.e. władza Mitrydatesa została rozciągnięta również na greckie miasta na terenie Państwa Bosporańskiego i reszty Krymu. Wykorzystał dawny układ z Chersonezem jako pretekst do zagarnięcia tego miasta. W tych czasach Bosporańczycy zmuszeni byli płacić daninę Scytom krymskim, którzy w połowie II wieku p.n.e. zwiększyli swe żądania. Król bosporański Parisades Ostatni, nie mogąc zapłacić ani też odeprzeć zbrojnie „barbarzyńców”, szukał poparcia u Mitrydatesa. W 110 r. p.n.e. armia Mitrydatesa pod wodzą Diofantosa pokonała najeźdźców i zajęła Neapol Scytyjski. W 108 p.n.e. (lub 107 p.n.e.) Parisades został zabity podczas powstania Scytów i sarmackich mieszkańców Pantikapajonu pod przywództwem Saumakosa. Przypuszcza się, że za wybuchem powstania mógł stać Mitrydates, chcący obalić dynastię Spartokidów i objąć po nich tron. Powstanie zostało stłumione przez Diofantosa w następnym roku. Mitrydates zawładnął wtedy w pełni Królestwem Bosporańskim. Ustanowił na Krymie wicekrólestwo z siedzibą w Pantikapajonie, dotychczasowej stolicy Bosporu. Prócz tego Mitrydates zyskał poparcie greckich miast na zachodnich wybrzeżach Morza Czarnego.

## Wojny z Rzymem

### I wojna z Rzymem
Przed rozpoczęciem wojny z Rzymem Mitrydates zgromadził olbrzymią armię, składającą się z 250 tysięcy żołnierzy piechoty i 40 tysięcy kawalerii, wspieranych z morza przez 400 okrętów. Dysponując takimi siłami, wspierany dodatkowo siłami swojego zięcia, króla Armenii Tigranesa, w 92 p.n.e. opanował Kapadocję, jednak został wkrótce zmuszony przez Rzymian do odwrotu. Ponawiane przez Mitrydatesa próby podporządkowania sobie Galacji i Pamfilii (91 p.n.e. lub 90 p.n.e.) spowodowały kontrakcję rzymską – w 89 p.n.e. został zmuszony przez legata rzymskiego Akwiliusza do wycofania się z zajętych uprzednio terytoriów, po czym został zaatakowany w 88 p.n.e., z namowy Akwiliusza, przez króla Bitynii Nikomedesa IV Filopatora, swojego dotychczasowego sojusznika, a następnie przez samego Akwiliusza, co dało początek tzw. I wojnie z Mitrydatesem (89–85 p.n.e.).
Klęska Akwiliusza otworzyła przed Mitrydatesem drogę do rzymskiej prowincji Azja; król Pontu zajął ją w błyskawicznej kampanii, witany entuzjastycznie przez mieszkańców większości tamtejszych miast greckich. Tylko niektóre miasta stawiały opór. Wierność wobec Rzymu zachowała m.in. wyspa Rodos, która zdołała się obronić mimo ciężkiego oblężenia.
Po wkroczeniu do prowincji Azja Mitrydates wydał w Efezie edykt, nakazujący Efezjanom w ciągu 30 dni wymordowanie wszystkich przybyszów z Italii bez żadnych wyjątków, mężczyzn, kobiety i dzieci, ludzi wolnych i wyzwoleńców pochodzenia italskiego. Ofiarami rzezi (tzw. nieszpory efeskie) padło wówczas 80 tysięcy osiadłych tam Rzymian i Italików. Po zagarnięciu łupów Mitrydates zwolnił miasta greckie w Azji od wszelkich podatków na 50 lat.

Efezyjczycy wywlekli i pozabijali tych, którzy w świątyni Artemidy szukali schronienia, mimo że się uczepili posągów bogów. Pergameńczycy tych, którzy uciekli do świątyni Asklepiosa i nie chcieli ustąpić, lecz uczepili się posągów, pozabijali strzałami z łuków. Adramytteńczycy mordowali wchodząc w morze tych, co chcieli ujść wpław, a dzieci topili. Kaunijczycy (...) zabili najpierw dzieci w oczach matek, następnie same matki i w końcu ich mężów.(...) Okazało się przy tym w sposób oczywisty, że zrobiono tę akcję nie tyle ze strachu przed Mitrydatesem, ile z nienawiści do Rzymian.

Zimą 89/88 p.n.e. wojska Mitrydatesa pod wodzą Archelaosa przeprawiły się do Europy. Po jego stronie stanęła znaczna część Grecji, w tym Ateny. Wiosną 87 p.n.e. w Grecji wylądowała, licząca 40 tysięcy żołnierzy, armia rzymska pod wodzą Sulli. Wojska pontyjskie stawiły jej czoło w bitwach pod Cheroneją i Orchomenos w Beocji, w obu ponosząc dotkliwe klęski. Wiosną 86 p.n.e. po dłuższym oblężeniu padły Ateny. W licznych miastach greckich zaczęli dochodzić do głosu zwolennicy porozumienia z Rzymem. W odpowiedzi Mitrydates zaczął bezwzględnie prześladować swoich przeciwników. Pod koniec 86 p.n.e. przeciwnicy Sulli przysłali z Rzymu następną armię dowodzoną najpierw przez Waleriusza Flakkusa, a po jego zgładzeniu – przez Fimbrię, który rozbił armię pontyjską nad rzeką Ryndakos i oblegał Mitrydatesa w Pergamonie.

#### Pokój w Dardanos
Sulla, nie chcąc dopuścić, by niemal pewne zwycięstwo przypadło jego rywalowi, a jednocześnie chcąc przywrócić w Rzymie korzystną dla siebie sytuację polityczną, gdyż do głosu doszli jego przeciwnicy, zaproponował Mitrydatesowi pokój, który zawarto latem 85 p.n.e. w Dardanos. Warunki pokoju były bardzo niekorzystne dla Mitrydatesa – król zobowiązał się opuścić wszystkie ziemie zagarnięte podczas wojny, wypłacić odszkodowanie oraz wydać zwycięzcy swą flotę egejską liczącą wówczas około 80 okrętów.

### Mitrydates a Egipt w dobie wojen z Rzymem
Podczas prowadzonych rokowań w Dardanos ze świty Mitrydatesa zbiegł do obozu Rzymian Ptolemeusz Aleksander. On i jego dwaj bracia, synowie aktualnie rządzącego faraona Ptolemeusza IX, również o imieniu Ptolemeusz (późniejszy Ptolemeusz XII i Ptolemeusz, późniejszy ostatni władca Cypru), dostali się w ręce Mitrydatesa na wyspie Kos wraz z majątkiem, zdeponowanym przez ich babkę Kleopatrę III w słynnej świątyni Asklepiosa, w której młodzi książęta pobierali nauki. Wszyscy trzej z honorami przewiezieni zostali do Synopy i tam w 89 p.n.e. synowie Ptolemeusza IX poślubili córki Mitrydatesa, Dynamis i Nyssę. Mitrydates przez zięciów miał nadzieję utwierdzić swoje wpływy w Egipcie. Sytuacja ta spowodowała również to, że gdy Sulla poprzez swojego wodza Lukullusa, zwrócił się do Egiptu o pomoc w walce z Mitrydatesem i przysłanie mu floty, Ptolemeusz IX nie przychylił się do tej prośby. Egipt pozostał neutralny w konflikcie.

### II wojna z Rzymem
Pokój w Dardanos był w istocie ustną umową między Mitrydatesem i Sullą, nie został też ratyfikowany przez senat i naruszył go już w 83 p.n.e. Licyniusz Murena, legat pozostawiony przez Sullę w Azji, który wtargnął zbrojnie na czele dwóch legionów do Pontu i Kapadocji. Awanturnicza ekspedycja, zwana II wojną z Mitrydatesem, zakończyła się w 82 p.n.e. klęską Rzymian.

### III wojna z Rzymem
Do zbliżającego się nieuchronnie kolejnego konfliktu z Rzymem Mitrydates przygotował się starannie: rozbudował swoją armię (jeśli wierzyć autorom antycznym – przeszło 300 tysięcy ludzi) i zawiązał liczne sojusze, m.in. z Sertoriuszem, który po klęsce stronników Mariusza utrzymał się w Hiszpanii oraz z piratami grasującymi na Morzu Śródziemnym.
Wojna wybuchła w 74 p.n.e., gdy ostatni król Bitynii, Nikomedes Filopator zapisał swe państwo w testamencie Rzymowi. Mitrydates ujął się wówczas za wydziedziczonym synem Nikomedesa. Po wypowiedzeniu wojny Mitrydates wysłał jedną ze swych armii do Kapadocji, drugą do Frygii, sam zaś z podstawowymi siłami, liczącymi około 120 tysięcy ludzi, wyruszył na zachód, wzdłuż wybrzeży Morza Czarnego, zajmując bez trudu Paflagonię i Bitynię. Armię tę wspierała płynąca przy brzegu flota pod wodzą Arystonikosa, licząca około 400 okrętów. Następnie Mitrydates podjął oblężenie miasta Kyzikos. Uporczywa obrona miasta dała Rzymianom czas na zorganizowanie odsieczy przyprowadzonej przez Lukullusa, który zimą 74/73 p.n.e. zmusił wojska Mitrydatesa do odwrotu; jednocześnie flota rzymska – pokonana niedawno pod Chalkedonem – tym razem odniosła zwycięstwo w bitwie pod Lemnos. Jesienią 73 p.n.e. Lukullus przeszedł do ofensywy w Bitynii, a w 72/71 p.n.e. zaatakował rdzenne terytorium Pontu. W bitwie pod Kabeirą Mitrydates poniósł całkowitą klęskę i musiał ratować się ucieczką do Armenii, zarządzanej przez jego zięcia Tigranesa. Tymczasem wojska Lukullusa zajęły cały Pont wraz z twierdzami w Amasei, Synopie, Amisos. W 69 r. p.n.e. zaatakował sojusznika Pontu – Armenię. Podczas oblężenia stolicy, w czasie bitwy pod Tigranocertą pokonał ormiańskiego króla Tigranesa II. Po, wymuszonym buntem w armii, odwrocie Lukullusa w 68 p.n.e. Mitrydates pospiesznie powrócił do Pontu i przy pomocy Tigranesa Wielkiego odzyskał swe królestwo. W 66 p.n.e. zaatakowany przez Pompejusza Wielkiego został rozbity pod Nikopolis. Uszedł do Kolchidy, a później na Krym.

## Na Krymie
Na Krymie, po skazaniu na śmierć Macharesa, jednego ze swych synów, który jeszcze w 70 p.n.e. przeszedł na stronę Rzymu, Mitrydates rozpoczął energiczne przygotowania do dalszej wojny. Plan jego zakładał wciągnięcie do walki Scytów i Getów, marsz w górę Dunaju, połączenie się z Galami i wspólny atak przez północną Italię na Rzym, a także atak na bałkańskie posiadłości Rzymu od północy, od strony Dunaju. Bezlitosny wyzysk podatkowy i okrutne rządy doprowadziły jednak do buntu królewskich poddanych. Na jego czele stanął syn Mitrydatesa, Farnakes. Mitrydates, osaczony w bosporańskiej stolicy Pantikapajonie, popełnił samobójstwo. Początkowo zażył truciznę, gdy ta nie podziałała, Gal ze straży przybocznej na jego polecenie przebił go mieczem: 

Wiele usług oddała mi prawica twoja w walce z nieprzyjaciółmi, ale największą odda mi przysługę, jeśli teraz położysz kres memu życiu, bo ja, od wielu lat nieograniczony władca i król tak wielkiego państwa, stoję wobec niebezpieczeństwa, że zostanę zabrany i poprowadzony w pochodzie triumfalnym, a nie mogę umrzeć od trucizny, ponieważ zwykłem zabezpieczać się przy pomocy innych leków. Niestety nie przewidziałem najgorszej i zawsze królom właściwej trucizny – wiarołomstwa wojska, synów i przyjaciół.

W śmierci tej towarzyszyły mu dobrowolnie dwie wierne córki, Mitrydatis i Nyssa.

## Po śmierci
Ciało Mitrydatesa odesłane zostało, po zabalsamowaniu, przez Farnakesa do Pompejusza na znak dobrej woli i przyjaźni. Pompejusz nakazał je spalić z honorami. W triumfie, jaki zwycięski wódz odbył w Rzymie, wzięła udział jedynie podobizna Mitrydatesa, wykonana z litego złota i mierząca 3,5 m wysokości. Za figurą szły niektóre spośród licznych dzieci pokonanego władcy.

## Mitrydates jako człowiek
Mitrydates był Hellenem z kultury i języka. Źródła starożytne przypisują mu niemal nadludzkie cechy. Na co dzień rozmawiał zwykle po grecku (w tzw. języku koine), ale był też poliglotą – znał podobno 21 innych języków różnych sąsiednich ludów. Starannie wykształcony, rozmiłowany w literaturze i sztuce greckiej, utrzymywał rozliczne kontakty z wybitnymi przedstawicielami kultury hellenistycznej, opiekował się nauką i sztuką (pisał prace przyrodoznawcze), był energicznym, odważnym wodzem, błyskotliwym politykiem, za co podziwiano go już w starożytności. Był przy tym niesłychanie zabobonny, wierzący we wróżby, sny, przeczucia. Odznaczał się niespotykaną siłą i zręcznością. Podobno prześcigał w biegu najszybsze zwierzęta, brał udział w wielu zawodach i prawie zawsze okazywał się zwycięzcą. Umiał ujeżdżać najdziksze konie, co zresztą uwielbiał. Był niezwykle biegły we władaniu bronią, w walce i na polowaniach. Cechowała go wielka energia i przedsiębiorczość, a przy tym upór i wytrwałość w dążeniu do wyznaczonych celów. Nie przebierał przy tym w środkach. Szeroko słynął z dzikiego okrucieństwa nie tylko wobec wrogów, lecz również swej własnej rodziny. Na jego rozkaz zgładzono jego własną matkę, siostrę będącą jednocześnie jego pierwszą żoną, trzech własnych synów i tyleż córek. Skazanie na wyszukaną śmierć, wyłupywanie oczu, obcięcie rąk, trucizna itd. to nagminnie stosowane przez niego środki zwalczania przeciwników i niechętnych, często zupełnie przypadkowych ludzi. Równocześnie sam podobno uodpornił się na wszelką truciznę, zażywając lub mając w pogotowiu odpowiednie antidota.

## Mitrydates w kulturze wieków późniejszych
Życie wielkiego władcy Pontu stało się inspiracją dla wielu twórców. Racine napisał tragedię opisującą życie Mitrydatesa, która była ulubioną sztuką króla Francji Ludwika XIV. Opery na temat życia władcy Pontu skomponowali Scarlatti i Mozart. Dramatopisarze i kompozytorzy przedstawiali go jako na poły helleńskiego patriotę, a na poły orientalnego despotę.

## Podsumowanie
Zaliczał się do najgroźniejszych przeciwników Rzymu na Wschodzie. Bliski był stworzenia mocarstwa jednoczącego w swych granicach ziemie leżące w basenie Morza Czarnego. Był niewątpliwie najpotężniejszym władcą z dynastii Mitrydatydów, przy którym Pont wyrósł na prawdziwą potęgę wschodniego regionu Morza Śródziemnego i Morza Czarnego.